# Lines of White on a Sullen Sea
Lines of White on a Sullen Sea é um filme mudo norte-americano de 1909 em curta-metragem, do gênero drama, dirigido por D. W. Griffith e estrelado por Mary Pickford.